# Associazione Calcio Siena 1990-1991
Questa voce raccoglie le informazioni riguardanti l'Associazione Calcio Siena nelle competizioni ufficiali della stagione 1990-1991.

## Rosa
| N. |                   | Ruolo | Calciatore          |
| -- | ----------------- | ----- | ------------------- |
|    | Italia (bandiera) | C     | Giuseppe Angelini   |
|    | Italia (bandiera) | D     | Daniele Arrigoni    |
|    | Italia (bandiera) | P     | Fabrizio Boccafogli |
|    | Italia (bandiera) | A     | Pierpaolo Bresciani |
|    | Italia (bandiera) | C     | Roberto Brotini     |
|    | Italia (bandiera) | C     | Riccardo Cini       |
|    | Italia (bandiera) | P     | Corrado Ciolli      |
|    | Italia (bandiera) | A     | Franco De Falco     |
|    | Italia (bandiera) |       | Fadda               |
|    | Italia (bandiera) | C     | Mirko Magnelli      |

| N. |                   | Ruolo | Calciatore            |
| -- | ----------------- | ----- | --------------------- |
|    | Italia (bandiera) | A     | Daniele Mariani       |
|    | Italia (bandiera) | C     | Ferruccio Mariani     |
|    | Italia (bandiera) | D     | Maurizio Marin        |
|    | Italia (bandiera) | A     | Simone Mucciarelli    |
|    | Italia (bandiera) | D     | Andrea Pepi           |
|    | Italia (bandiera) | C     | Marco Sgrò            |
|    | Italia (bandiera) | D     | Alessandro Signorini  |
|    | Italia (bandiera) | C     | Alessio Torracchi     |
|    | Italia (bandiera) | A     | Gabriele Zagati       |
|    | Italia (bandiera) | C     | Piergiorgio Zanandrea |

## Risultati

### Campionato

#### Girone di andata
| 16 settembre 1990 1ª giornata | Siena | 0 – 0 | Fidelis Andria |  |

| 23 settembre 1990 2ª giornata | Monopoli | 0 – 0 | Siena |  |

| 30 settembre 1990 3ª giornata | Siena | 1 – 0 | Giarre |  |

| Nola 7 ottobre 1990 4ª giornata | Nola            | 0 – 0 | Siena | Stadio Comunale Piazza d'Armi\| Arbitro: \| Forte (Marsala) \| |
| Arbitro:                        | Forte (Marsala) |       |       |                                                                |

| 14 ottobre 1990 5ª giornata | Siena | 2 – 2 | Palermo |  |

| 21 ottobre 1990 6ª giornata | Casarano | 4 – 1 | Siena |  |

| 4 novembre 1990 7ª giornata | Siena | 1 – 1 | Perugia |  |

| 11 novembre 1990 8ª giornata | Campania Puteolana | 2 – 2 | Siena |  |

| 18 novembre 1990 9ª giornata | Siena | 1 – 1 | Torres |  |

| 25 novembre 1990 10ª giornata | Battipagliese | 0 – 0 | Siena |  |

| 2 dicembre 1990 11ª giornata | Siena | 1 – 1 | Siracusa |  |

| 9 dicembre 1990 12ª giornata | Licata | 1 – 1 | Siena |  |

| 16 dicembre 1990 13ª giornata | Arezzo | 1 – 1 | Siena |  |

| 30 dicembre 1990 14ª giornata | Siena | 1 – 0 | Ternana |  |

| 6 gennaio 1991 15ª giornata | Casertana | 1 – 0 | Siena |  |

| 13 gennaio 1991 16ª giornata | Siena | 2 – 1 | Catania |  |

| 20 gennaio 1991 17ª giornata | Catanzaro | 0 – 1 | Siena |  |

#### Girone di ritorno
| 3 febbraio 1991 18ª giornata | Fidelis Andria | 1 – 1 | Siena |  |

| 10 febbraio 1991 19ª giornata | Siena | 1 – 1 | Monopoli |  |

| 17 febbraio 1991 20ª giornata | Giarre | 2 – 1 | Siena |  |

| Arbitro: | Curotti (Piacenza) |

|                         |           |  |
| Pierpaolo Bresciani 89’ | Marcatori |  |

| 3 marzo 1991 22ª giornata | Palermo | 1 – 0 | Siena |  |

| 17 marzo 1991 23ª giornata | Siena | 1 – 1 | Casarano |  |

| 24 marzo 1991 24ª giornata | Perugia | 1 – 2 | Siena |  |

| 30 marzo 1991 25ª giornata | Siena | 2 – 1 | Campania Puteolana |  |

| 7 aprile 1991 26ª giornata | Torres | 0 – 1 | Siena |  |

| 14 aprile 1991 27ª giornata | Siena | 1 – 0 | Battipagliese |  |

| 28 aprile 1991 28ª giornata | Siracusa | 0 – 0 | Siena |  |

| 5 maggio 1991 29ª giornata | Siena | 3 – 1 | Licata |  |

| 12 maggio 1991 30ª giornata | Siena | 0 – 0 | Arezzo |  |

| 19 maggio 1991 31ª giornata | Ternana | 3 – 1 | Siena |  |

| 26 maggio 1991 32ª giornata | Siena | 0 – 0 | Casertana |  |

| 2 giugno 1991 33ª giornata | Catania | 1 – 1 | Siena |  |

| 9 giugno 1991 34ª giornata | Siena | 0 – 2 | Catanzaro |  |